# Tao-che
Tao-che je řeka v ČLR (Kan-su). Je 555 km dlouhá. Povodí má rozlohu 31 400 km².

## Průběh toku
Pramení v pohoří Si-čching-šan, jež je tvořeno východními výběžky Kchun-lunu. Tok řeky má horský charakter. Ústí zprava do Žluté řeky.

## Vodní režim
Vyšších vodních stavů dosahuje v létě. Průměrný průtok vody činí přibližně 160 m³/s. Řeka unáší mnoho pevných částic.

## Využití
Využívá se na zavlažování. Na řece leží města Min-sien, Lin-tchao.